# ベビタピ
ベビタピ（BABY TAPI）は、大阪府大阪市に位置するタピオカドリンク専門店。Team48のメンバーでもあるTikTokerの「永ennのアリス」が総監督を務める。TikTokerの店員によりSNS上で宣伝が行われ、「ベビタッピ」という掛け声が流行した。

## ベビタッピ
「ベビタッピ」はタピオカドリンクを提供する際、ストローを刺すタイミングで発される掛け声である。より厳密には、「ベビ」の段階でカップの左サイド、「タッ」の段階で右サイドにストローを刺すフリをし、「ピ」でカップ中央に実際にストローを刺す、というものである。この掛け声は店舗での提供以外にも自身でストローを刺す際にも使用される。また、「タピオカドリンクを買って飲む」ことを「ベビタッピする」という動詞で表現することや、タピオカドリンク以外のストロータイプの飲料に対して使用されることもある。
2019年11月30日には、株式会社AMFが発表した「JC・JK流行語大賞2019」の「コトバ部門」2位に「ベビタッピ」がランクインした。その後には子どもによる迷惑行為の一つにも「ベビタッピ」の強要が挙げられている。2020年にベビタピのテーマソングである「ベビタピテーマソング」をリリースし、2023年にはキッズ歌手が歌う「ベビタピ行進曲」がリリースされた。